# Nate Archibald
Nathaniel „Nate” Archibald (ur. 2 września 1948 w Nowym Jorku) – amerykański koszykarz, występujący na pozycji rozgrywającego, mistrz NBA z 1981, członek Koszykarskiej Galerii Sław. Nosił przydomek Tiny (Malutki).
Mierzący 185 cm wzrostu koszykarz studiował na University of Texas w El Paso. Do NBA został wybrany z 19. numerem (druga runda) w drafcie 1970 przez Cincinnati Royals. W organizacji (działającej również pod nazwą Kansas City Kings) grał w latach 1970–1976. Krótko był graczem New York Nets (1976/77). Przez 5 sezonów był zawodnikiem Boston Celtics (1978-1983). Był to najlepszy okres w jego karierze, w 1981 został mistrzem NBA. Karierę kończył w Milwaukee Bucks w 1984.
W 1973 został liderem NBA zarówno w punktach, jak i asystach. Jest pierwszym i jak do tej pory jedynym zawodnikiem w historii NBA, który został liderem ligi w obu tych kategoriach w trakcie tego samego sezonu. Został również jednym z zaledwie dwóch zawodników w historii, którzy w trakcie tych samych rozgrywek uzyskali średnie powyżej 30 punktów oraz 10 asyst na mecz. Pierwszym, który tego dokonał był Oscar Robertson i udało mu się to aż 5-krotnie w karierze (1961/62, 1964-1967).
Siedem razy brał udział w meczu gwiazd NBA (MVP w 1981). W 1996 znalazł się wśród 50 najlepszych graczy występujących kiedykolwiek w NBA.
Magazyn koszykarski Slam uznał go za jedną z największych gwiazd koszykówki ulicznej w historii, podobnie jak i kilka innych wydawnictw oraz portali internetowych.

## Osiągnięcia

### NCAA
- Uczestnik turnieju NCAA (1970)
- Mistrz sezonu regularnego konferencji (1970)
- Zaliczony do Akademickiej Galerii Sław Koszykówki (2006)[6]
- Zespół UTEP Miners zastrzegł należący do niego numer 14

### NBA
- Mistrz NBA (1981)[7]
- MVP meczu gwiazd NBA (1981)[8]
- Uczestnik meczu gwiazd:
  - NBA (1973, 1975–1976, 1980–1982)[9]
  - Legend NBA (1987, 1989)[10]
  - NBA vs ABA (1972)[11]
- Wybrany do:
  - I składu NBA (1973, 1975–76)[12]
  - II składu NBA (1972, 1981)[12]
  - grona 50 Najlepszych Zawodników w Historii NBA (NBA’s 50th Anniversary All-Time Team – 1996)[13]
  - składu najlepszych zawodników w historii NBA z okazji obchodów 75-lecia istnienia ligi (2021)[14]
  - Koszykarskiej Galerii Sław (Naismith Memorial Basketball Hall Of Fame – 1991)[15]
- Laureat nagrody NBA Comeback Player of the Year Award (1980)[16]
- Lider:
  - strzelców NBA (1973)[17]
  - NBA w asystach (1973)[18]
- Klub Kings zastrzegł należący do niego w numer 1[19]
- Współrekordzista klubu Celtics w liczbie celnych rzutów wolnych (20), uzyskanych w trakcie pojedynczego spotkania, podczas konfrontacji z Chicago Bulls (16.01.1980 – stan na 3.01.2017)[20]
- Rekordzista klubu Celtics w liczbie oddanych rzutów wolnych (15) w trakcie połowy spotkania, podczas konfrontacji z Chicago Bulls (16.01.1980 – stan na 3.01.2017)[20]